# Ehemalige Volksschule Heidkamp

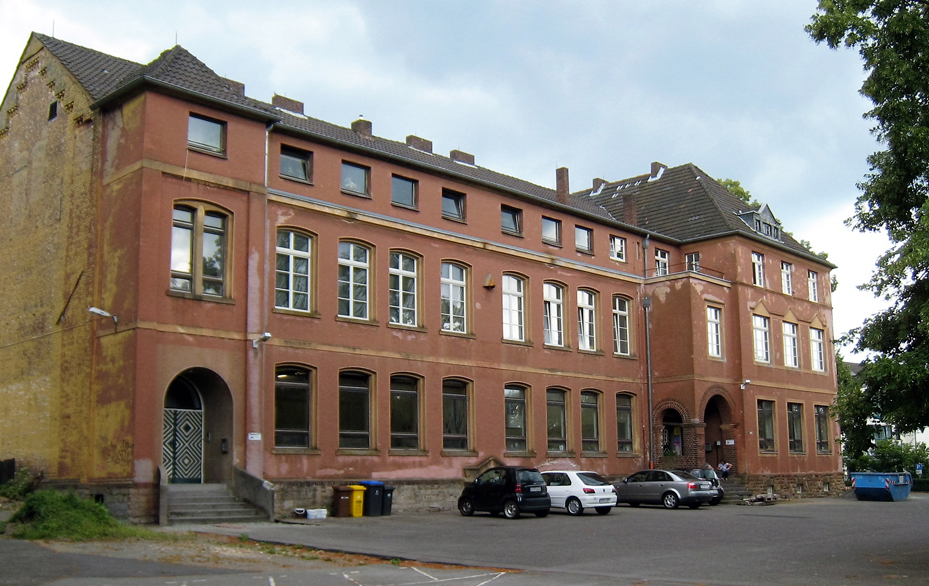
Ehemalige Volksschule Heidkamp 2016

Die Ehemalige Volksschule Heidkamp steht an der Bensberger Straße 133 im Stadtteil Heidkamp der Stadt Bergisch Gladbach im Rheinisch-Bergischen Kreis.

## Geschichte
Im heutigen Stadtteil Heidkamp wurde 1874 die erste Schule eröffnet, die sich aber schon bald als zu klein erwies. Darum baute man 1892 eine neue Schule als Längsbau am heutigen Platz. Der Bevölkerungszuwachs wurde schon bald unter anderem durch den Bau der Gartensiedlung Gronauerwald kontinuierlich größer, so dass weitere Klassenräume erforderlich wurden. Deshalb kam 1923 ein südlicher Querbau als Erweiterung mit vier Klassenräumen, zwei Lehrerwohnungen und einer Hilfsschule hinzu. Nach seiner Fertigstellung zählte man 520 Schüler in acht Klassen. Im Zweiten Weltkrieg diente die Schule auch als Lager für Soldaten und Obdachlose, so dass ein Schulbetrieb nur eingeschränkt möglich war. 1968 wurde die Volksschule im Zuge der Bildungsreform in Grund- und Hauptschule geteilt. Die Hauptschule zog in einen Neubau am Ahornweg. Von jetzt an gab es eine katholische und eine evangelische Grundschule, die beide bis 1981 an Ort und Stelle blieben und dann in einen Neubau in der Bonnschlade umzogen.
Daran anschließend wurde das Schulgebäude durch die gegenüberliegende Berufsschule sowie den Arbeitskreis für soziale Minderheiten (AKSM) genutzt. Letzterer richtete eine Jugendwerkstatt mit Jugendberatung ein. Die Arbeiterwohlfahrt führte ab 1990 die Tätigkeit des AKSM fort.
Inzwischen hat die Stadt Bergisch Gladbach das Objekt an einen privaten Unternehmer verkauft. Unter Auflagen durch die Denkmalbehörde gestaltet er zurzeit die Anlage neu und renoviert sie, um sie zu privaten Zwecken nutzen zu können.

## Baudenkmal
Das Gebäude ist als Baudenkmal Nr. 179 in die Liste der Baudenkmäler in Bergisch Gladbach eingetragen.